# 普希金獎章
普希金獎章（俄语：медаль Пушкина），是俄羅斯聯邦頒授的一款獎章，以俄國知名文學家亚历山大·普希金命名。

## 設立和頒授
普希金獎章是在1999年9月5日根據俄羅斯總統令設立的，超過800人曾獲頒此獎項（數據截至2014年）。有關當局會向符合以下資格的俄羅斯公民和外國公民頒授普希金獎章：
- 在文化藝術、教育、人文學和文學四方面取得成就
- 對研究和保育文化遺產作出重大貢獻
- 令不同國家和民族的文化能和諧並存，並互相豐富
- 創作具高度藝術價值的形象

此外，獲頒普希金獎章的公民必須曾經從事社會工作和人道主義事業超過20年。

## 外觀和佩戴
普希金獎章有一塊呈五边形狀的綬帶，以及一面直徑為32毫米的圓形獎牌；圓形獎牌的正面有普希金的肖像，背面則有他的簽名。獲頒者會把普希金獎章佩戴在左邊胸口處。